# En-Men-Dur-Ana
En-Men-Dur-Ana o En-men-dur-ana (també Emmeduranki) de Zimbir (Sippar) va ser un mític rei sumeri que consta a la Llista de reis sumeris. Aquesta llista indica que va ser el setè, i podia haver regnat a l'entorn del 3000 aC.
El seu nom vol dir "El Cap dels poders de Dur-an-ki", i Dur-an-ki vol dir "Lloc de trobada entre el cel i la terra" (literalment "enllaç entre damunt i sota"). La ciutat de Sippar estava associada al culte de la deïtat solar Utu, després Shamash en llengua semítica. El mite escrit diu que el rei els déus Shamash i Adad el van portar al cel, i allí va aprendre els secrets del cel i la terra. La tradició el considerava l'ancestre dels sacerdots del déu del sol; a vegades se'l lliga amb el patriarca bíblic Henoc. Al seu regnat se li dona una durada de 21.000 anys.